# برد دکستر
برد دکستر (انگلیسی: Brad Dexter؛ ۹ آوریل ۱۹۱۷ – ۱۱ دسامبر ۲۰۰۲) هنرپیشه و تهیه‌کننده اهل ایالات متحده آمریکا بود.
از فیلم‌هایی که وی در آن نقش داشته است، می‌توان به هفت دلاور، تاراس بولبا و قطار سریع‌السیر فون راین اشاره کرد.